# Fampridina
La fampridina (nom comercial Fampyra ® ; fabricant Biogen) és un fàrmac del grup dels bloquejadors de canals de potassi reversibles. Fou el primer principi actiu autoritzat en totes les formes d’ esclerosi múltiple (EM) per a la millora de la capacitat de caminar dels pacients adults amb EM (EDSS 4-) 7).
Químicament, la substància és una aminopiridina .

## Ús com a fàrmac

### Informació clínica

#### Indicacions
En estats avançats de l'EM, els i les pacients poden presentar dificultats per caminar, que poden millorar amb fisioteràpia o altres tractaments, com ara medicaments antiespasmòdics. Si les dificultats per caminar assoleixen una certa gravetat, el tractament amb fampridina és una opció. La fampridina està aprovada a Alemanya des del 2011 per a pacients amb discapacitat greu per caminar com a conseqüència de l'esclerosi múltiple (EM) (grau 4-7 de l'escala de discapacitat EDSS).

#### Posologia
La dosi recomanada és d’un comprimit amb 10 mg dos cops al dia, separats per 12 hores (un comprimit al matí i un comprimit al vespre). Fampyra no s'ha de prendre amb més freqüència ni en dosis superiors a les recomanades.

#### Contraindicacions
Les contraindicacions inclouen hipersensibilitat a la fampridina, convulsions, insuficiència renal crònica o tractament simultani amb inhibidors (com ara cimetidina) o [substrats] (com ara carvedilol o propranolol del transportador de cations orgànics 2 (OTC2).

#### Efectes adversos
La fampridina és un principi actiu amb unmarge terapèutic estret. Els efectes secundaris inclouen parestèsia, infeccions de les vies urinàries, insomni, marejos, mal de cap, nàusees, astènia, mal d’esquena, trastorns de l'equilibri i, rarament, convulsions i fibril·lació auricular.

#### Mecanisme d'acció
La fampridina és un bloquejador de canals de potassi. Actua sobre els nervis malmesos, on impedeix que els ions de potassi surtin de les neurones. Es creu que això permet que els impulsos elèctrics viatgin més avall dels nervis per estimular els músculs. Això fa que caminar sigui més fàcil.

#### Galènica
El comprimit d'alliberament prolongat de Fampyra retarda l'absorció de fampridina, causant així un augment més lent fins a una concentració màxima inferior sense cap efecte sobre la taxa d'absorció.

#### Estudis
- Després de restar la taxa de resposta amb placebo, al voltant de 30% dels i les pacients en els estudis previs a l'autorització mostren un benefici. El 20% de pacients tractats/des amb fampridina experimenta una millora en la capacitat de caminar. Els pacients en aquests estudis van ser tractats amb fampridina durant un màxim de 14 setmanes.[5][6]
- Una avaluació provisional de l'estudi ENABLE (qualitat de vida) en curs va mostrar una millora significativa en l'avaluació subjectiva de la qualitat de vida relacionada amb la salut a causa de l'augment de la capacitat de caminar amb la fampridina.[7]
- Una altra avaluació provisional de l'estudi ENABLE en curs va demostrar que l'efecte de la fampridina sobre la millora de la capacitat de caminar i la qualitat de vida associada a la salut va persistir durant 48 setmanes.[8]

#### Història
La fampridina va ser sintetitzada per primera vegada el 1902 pel químic de Karlsruhe Rudolf Camps. El nom internacional no propietari (INN) fampridina es va concedir el 1995. A diferència d'això, el nom no propietari Dalfampridine (USAN) es va introduir als EUA el 2010.
El fabricant Acorda de 2010 va rebre una autorització per a medicaments d’alliberament prolongat que contenen fampridina per donar suport al tractament de l'esclerosi múltiple. No obstant això, una sol·licitud corresponent per a la UE va ser inicialment rebutjada a principis del 2011 a causa d'una relació benefici-risc inadequada. Després d'una objecció, el llicenciatari d'Acorda, Biogen, va rebre l'aprovació a mitjans del 2011, amb la condició que es duguessin a terme estudis posteriors. Swissmedic va concedir l'autorització a Suïssa l'agost de 2018.

### Noms comercials
El nom comercial del producte acabat a la UE i a Suïssa és Fampyra i als EUA Ampyra. La fampridina també s'utilitza en fórmules magistrals.

## Ús fora de la medicina humana
- La 4-aminopiridina s'utilitza per a la producció de 4-halopiridines o el principi actiu pinacidil. La 4- (dimetilamino) piridina (DMAP), un derivat de la fampridina dimetilada al grup amino, és un catalitzador que s'utilitza freqüentment en química preparatòria. La fampridina s'utilitza en mascotes i animals de granja en combinació amb iohimbina com a accelerador de la vigília després d'una anestèsia amb xilazina i quetamina (" barreja Hellabrunn ").[20]
- La 4-aminopiridina s'utilitza com a verí i repel·lent d' aus sota el nom comercial d'Avitrol. La 4-aminopiridina expulsa els ocells paralitzant els animals que han ingerit l'esquer verinós, els quals produeixen crits d'angoixa que espanten i fan fugir la resta de l'estol[21]